# Grupa Laokoona

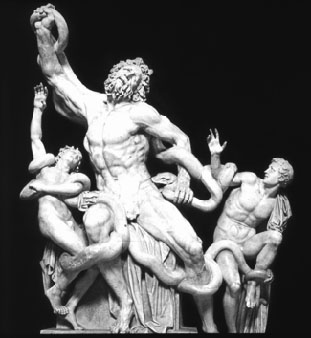
Wygląd rzeźby przed renowacją w 1960 roku

Grupa Laokoona (wł. Gruppo del Laocoonte) – starożytna rzeźba, będąca według części badaczy dziełem greckim z okresu hellenistycznego, według innych – rzymską kopią hellenistycznego oryginału. W związku z tymi wątpliwościami datowanie dzieła jest różne i rozciąga się między II wiekiem p.n.e. a I wiekiem n.e. Istnieje także hipoteza, uznająca Grupę Laokoona za fałszerstwo autorstwa Michała Anioła. Obecnie rzeźba znajduje się w Muzeach Watykańskich (Museo Pio-Clementino).
Grupa Laokoona jest jednym z najsłynniejszych i najbardziej kontrowersyjnych dzieł greckich. Stanowiła wielokrotnie przedmiot studiów i inspiracji innych twórców, podziwiających jej realizm i ekspresję. Nawiązywali do niej zarówno pisarze i teoretycy, tacy jak Gotthold Ephraim Lessing, autor tekstu Laokoon czyli o granicach malarstwa i poezji (1766), jak i malarze, np. Tycjan, któremu przypisywana jest karykatura Grupy Laokoona, w której zamiast ludzi przedstawione są małpy, czy El Greco, autor obrazu Laokoon (1604–1614).

## Temat i forma
Dzieło przedstawia historię Laokoona i jego synów, zabitych przez węże morskie, opisaną w księdze II Eneidy. Przedstawione w nim zostały trzy akty tragedii. Podczas gdy umieszczony z prawej strony starszy syn, znajdujący się jeszcze w sytuacji dającej szansę ratunku, wyobraża początek akcji, a umieszczony po lewej stronie młodszy zginął już w uściskach węży, w ojcu – figurze środkowej – pokazano energię w obliczu nieuchronnej śmierci, obraz pełen wzniosłości i grozy.
Rzeźba, wkomponowana w nieforemny pięciokąt, jest obliczona na widok z przodu, jak płaskorzeźba. Synowie Laokoona mają proporcje dojrzałych osób.
Dzieło to, poprzez swój patos, wybujałość form, dynamizm, gwałtowne poruszenie, żywą mimikę i podkreślenie muskulatury ciał, stanowi przykład „barokowych” tendencji, występujących w sztuce hellenistycznej.

## Dzieje nowożytne i współczesne
Rzeźba została odkryta przypadkowo 14 stycznia 1506 podczas prac w należącej do Felice Fredi winnicy, położonej koło Sette Saie na rzymskim Eskwilinie.
Znalezisko stało się wielkim wydarzeniem w ówczesnym Rzymie, gromadząc tłum gapiów. Wśród nich znajdował się Giuliano da Sangallo, który rozpoznał w zabytku rzeźbę opisaną przez Pliniusza (starożytny pisarz grupę uznał za arcydzieło rzeźby, a jako jej autorów wymienił trzech rzeźbiarzy z Rodos: Agesandera i jego synów, Polidora i Atenadora).
Rzeźbę odkupił papież Juliusz II i umieścił ją w Belwederze na Watykanie. Tam została złożona z kawałków, zaś Giovanni Angelo di Montorsoli zrekonstruował w ceramice jej brakujące części. Montorsoli podczas rekonstrukcji dokonał jednak naruszenia pierwotnego układu rzeźby. Postać młodszego syna została przesunięta o około 15° w lewo, a postaciom zmieniono układ rąk.
W 1798 roku rzeźba została wywieziona przez Francuzów do Paryża jako zdobycz wojenna. Powróciła do Watykanu po upadku Napoleona w 1815 roku.
Oryginalne marmurowe ramię ojca zostało odnalezione w 1906 roku przez Ludwiga Pollaka. Przywrócono je na pierwotne miejsce po dokonanej w 1960 roku renowacji, usuwając wówczas dodatki Montorsoliego.